# Elafonisi (Kreta)
Elafonisi (griechisch Ελαφονήσι (n. sg.), auch Ελαφόνισος Elafonisos und Elafonissi, = Hirsch-Insel) ist eine kleine Insel im Südwesten der griechischen Mittelmeerinsel Kreta.

## Lage
Sie liegt im Gemeindebezirk Inachori der Gemeinde Kissamos des Regionalbezirks Chania, etwa 15 Kilometer südwestlich von Elos, dem Hauptort eines der drei Gemeindebezirke von Kissamos.
Nach Elafonisi führt eine einzige befestigte Straße, die von der Hauptstraße von Kissamos kommend bei Kefali Richtung Vathi südlich abzweigt. Fünf Kilometer nach Passieren des Klosters Chrysoskalitissa aus dem 17. Jahrhundert, dessen weißes Gebäude auf einem Felsen direkt am Meer steht, erreicht man einen unbefestigten Parkplatz vor dem Strand. Der unbefestigte Parkplatz wurde geschlossen. Etwa 15 Minuten von der Lagune entfernt gibt es nun einen gebührenpflichtigen Großparkplatz für ca. 2000 Autos. 
Bei ruhigem Wetter ohne Wellengang ist Elafonísi mit der Hauptinsel Kreta durch einen Sandstreifen verbunden. Der Sandstrand ist durch winzige Muschelteilchen rosa gefärbt. Der Bereich hinter dem Strand ist mit Tamariskenbäumen bestanden. Die Insel und das sie umgebende Küstengebiet ist unter dem Namen Nisos Elafonisos kai paraktia kai thalassia zoni (Νήσος Ελαφόνησος και παράκτια θαλάσσια ζώνη) als Natura 2000 Schutzgebiet ausgewiesen.

## Beschreibung
Nach Durchwaten des flachen Wassers einer Sandbank erreicht man die eigentliche Insel Elafonisi. Sie erstreckt sich auf durchschnittlich 330 Meter Breite und 1,5 Kilometer Länge südwestlich ins offene Meer. Die Inselspitze bildet eine Anhöhe, auf der sich ein Leuchtturm befindet. Neben diesem am Nordwestkap steht die kleine Koundourakis-Kapelle aus den 1970er Jahren. Die felsige Anhöhe ist nur an dieser Seite über einen Trampelpfad zu erreichen.

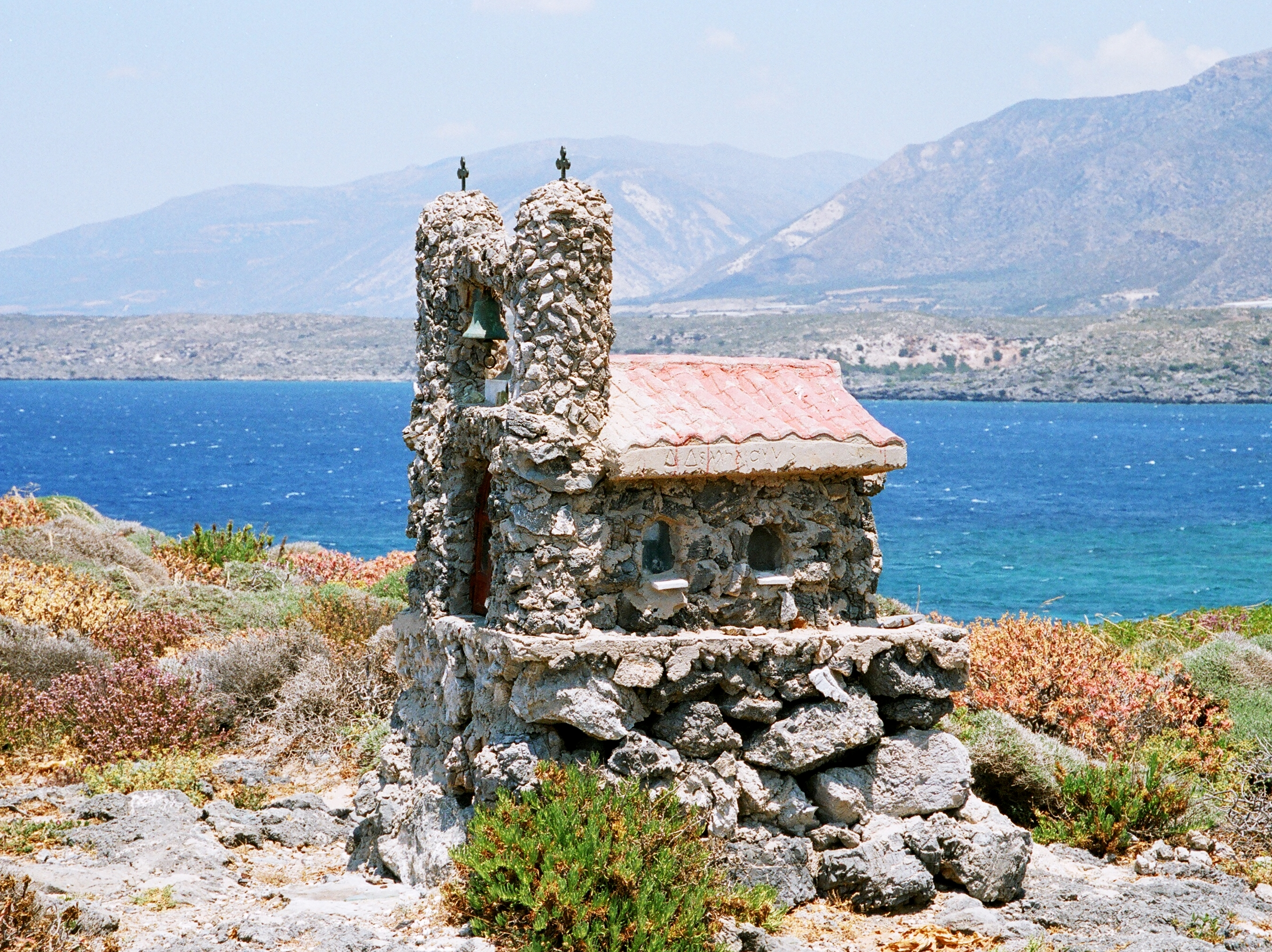
Denkmal am Westkap

An der Südwestspitze steht ein großes Holzkreuz in Erinnerung an ein Schiffsunglück im Jahre 1907. Zwischen Leuchtturm und Kreuz ist noch ein Denkmal in Form einer Miniaturkirche aus Felsgestein errichtet, wie sie in ähnlicher Form, Proskinitiria genannt, auf ganz Kreta an Straßenrändern zu sehen sind.
Die Nordwestküste von Elafonisi ist sehr felsig und zerklüftet. An der Südostküste haben sich hingegen zwischen dunklem Gestein viele kleine Meeresbassins gebildet, an denen sich Sandstrände befinden. Zwischen beiden Inselseiten erstrecken sich flache Sanddünen, die mit niederer Vegetation bestanden sind. Die Dünen sollten nicht betreten werden, da Elafonisi ein Naturschutzgebiet ist.
Der Strand auf Kreta vor der Insel Elafonisi und die Strände der Insel, die Kreta gegenüberliegen, sind jedes Jahr Ziel vieler Touristen, da dieser Ort in vielen Reiseführern und von vielen Reiseveranstaltern empfohlen wird. Von Paleochora verkehren regelmäßig Ausflugsschiffe, die nordöstlich von Elafonisi anlanden.

## Geschichte
Am 24. April im Jahre 1824, einem Ostersonntag, sollen auf Elafonisi mehrere Hundert Griechen durch osmanische Truppen getötet worden sein. 40 bewaffnete griechische Männer hatten sich mit Frauen, Kindern und Alten vor den anrückenden Truppenteilen auf die Insel geflüchtet. Die Osmanen fanden von ihrem Lager am Strand jedoch die flache Furt zur Insel und entdeckten die flüchtigen Griechen. Nach verschiedenen Angaben handelte es sich um 600 bis 850 Personen, von denen die meisten getötet und die Überlebenden in die Sklaverei nach Ägypten verkauft wurden. Auf dem höchsten Punkt der kleinen Insel erinnert eine Gedenktafel an dieses Ereignis. Zum Gedenken daran werden alljährlich im August die „Lafonisia“, sportliche Wettbewerbe, veranstaltet.
Vor der Westküste der Insel sank am 22. Februar 1907 der Passagierdampfer Imperatrix des Österreichischen Lloyd. Bei dem Unglück infolge starker Nordwestwinde kamen 38 Menschen ums Leben, die in einem Rettungsboot versuchten, das Ufer zu erreichen. Sie wurden auf Elafonisi bestattet. Die Imperatrix liegt noch heute auf dem Meeresgrund vor den Klippen der Insel. Das Unglück war Anlass, auf Elafonisi einen Leuchtturm zu errichten, der im Zweiten Weltkrieg durch die deutschen Besatzungstruppen zerstört, später jedoch wiederaufgebaut wurde.

## Küstenwanderweg
Vom Strand von Elafonisi führt in östlicher Richtung ein als Europäischer Fernwanderweg E4 markierter Küstenpfad nach Paleochora. Für den anspruchsvollen Streckenabschnitt sind etwa dreieinhalb Stunden zu veranschlagen.